# Tragiscoschema cor-flavum
Tragiscoschema cor-flavum es una especie de escarabajo longicornio del género Tragiscoschema, tribu Tragocephalini, orden Coleoptera. Fue descrita científicamente por Fiedler en 1939.

## Descripción
Mide 13,5 milímetros de longitud.

## Distribución
Se distribuye por Tanzania.